# Arco tangente superiore

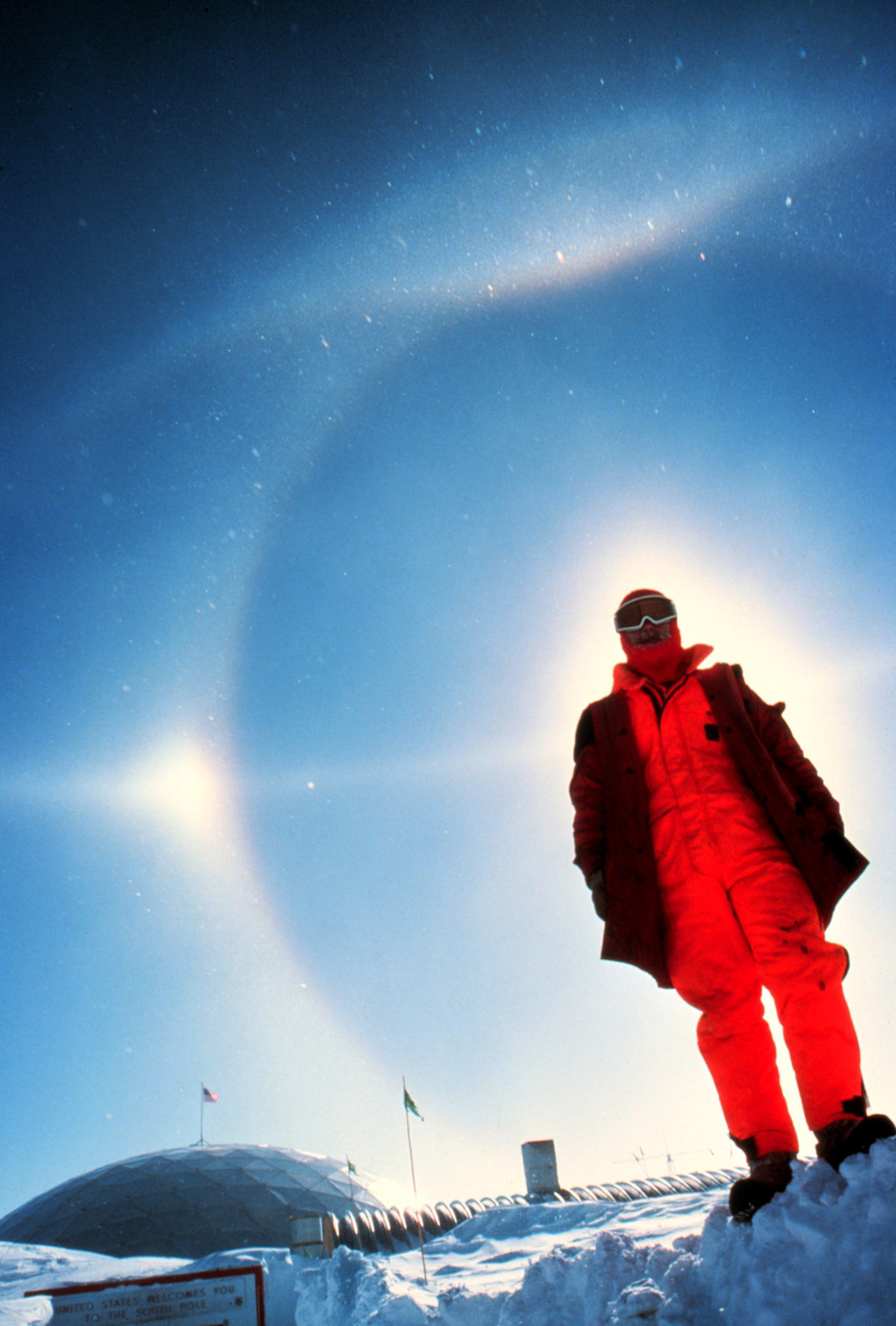
Un alone osservato sopra al Polo Sud. Caratteristici della foto sono diversi fenomeni distinti: un cerchio parelico (linea orizzontale), un alone di 22° (cerchio) con un cane solare (punto luminoso), ed un arco superiore tangente.
Foto: Cindy McFee, NOAA, dicembre 1980

Un arco tangente superiore è un alone, un fenomeno ottico atmosferico che appare sopra l'alone di 22° centrato sul Sole ed è tangente ad esso.
La forma di un arco tangente superiore varia con l'altezza del Sole; quando il Sole è basso (a meno di 29-32°) appare come un arco sul Sole che forma un angolo stretto. Quando il Sole si alza, le ali incurvate dell'arco si abbassano verso l'alone di 22° mentre si allungano gradualmente; quando esso supera i 29-32°, l'arco superiore tangente si lega all'arco tangente inferiore per formare l'alone circoscritto.
Entrambi gli archi tangenti, superiore ed inferiore, si formano quando i cristalli di ghiaccio simili ad aste esagonali nei cirri hanno il loro lungo asse orientato orizzontalmente, anziché ruotato in un'altra direzione. Questo particolare orientamento dei cristalli produce anche gli altri aloni, incluso l'alone di 22° e i cani solari, ma un orientamento orizzontale predominante dei cristalli è necessario per produrre un arco tangente superiore definito. Come molti altri aloni, gli archi superiori tangenti hanno un bordo interno rosso che diventa gradualmente blu all'esterno, dato che la luce rossa è rifratta maggiormente rispetto alla luce blu.